# 30대
《30대》는 이정선의 일곱 번째 정규 음반이다.

## 수록곡
| #   | 제목                                | 작사   | 작곡           | 편곡   | 재생 시간 |
| --- | ----------------------------------- | ------ | -------------- | ------ | --------- |
| 1.  | 〈우연히〉                          | 이정선 | 이정선         | 이정선 | 3:40      |
| 2.  | 〈외로운 밤에 노래를〉              | 차순영 | 이정선, 하덕규 | 이정선 | 4:02      |
| 3.  | 〈곁에 없어도 당신은〉              | 이정선 | 이정선         | 이정선 | 4:13      |
| 4.  | 〈우울한 여인〉                     | 이정선 | 이정선         | 이정선 | 4:30      |
| 5.  | 〈행복한 아침〉                     | 이정선 | 이정선         | 이정선 | 4:28      |
| 6.  | 〈울지 않는 소녀〉                  | 이정선 | 이정선         | 이정선 | 3:22      |
| 7.  | 〈그녀가 처음 울던 날〉             | 이정선 | 이정선         | 이정선 | 3:16      |
| 8.  | 〈건널 수 없는 강〉                 | 이정선 | 이정선         | 이정선 | 3:33      |
| 9.  | 〈바닷가에 선들〉                   | 이정선 | 이정선         | 이정선 | 5:17      |
| 10. | 〈은이〉                            | 이정선 | 이정선         | 이정선 | 3:30      |
| 11. | 〈건널수 없는 강〉 ((Demo Version)) | 이정선 | 이정선         |        | 4:16      |
| 12. | 〈우연히〉 ((Demo Version))         | 이정선 | 이정선         |        | 3:58      |